# Berehet
Berehet är ett distrikt i Etiopien. Det ligger i den centrala delen av landet, 90 km öster om huvudstaden Addis Abeba.